# Бенсон (Пенсилванија)
Бенсон (енгл. Benson) град је у америчкој савезној држави Пенсилванија.

## Демографија
По попису из 2010. године број становника је 191, што је 3 (-1,5%) становника мање него 2000. године.
| Група             | 2000.        | 2010.       |
| Белци             | 194 (100,0%) | 187 (97,9%) |
| Афроамериканци    | 0 (0,0%)     | 0 (0,0%)    |
| Азијати           | 0 (0,0%)     | 0 (0,0%)    |
| Хиспаноамериканци | 0 (0,0%)     | 2 (1,0%)    |
| Укупно            | 194          | 191         |